# Blasket Islands
Die Blasket Islands, irisch: Na Blascaodaí [nə blas'kue:di:], sind eine Gruppe kleinerer, heute unbewohnter Inseln vor Dunmore Head, der Westspitze der Dingle-Halbinsel, die ihrerseits zur Grafschaft Kerry in der Republik Irland gehört. Von diesen Inseln waren die fünf größeren bewohnt, die etwa sieben kleineren unbewohnt. Die mit Abstand größte Insel ist die Great Blasket Island (irisch: An Blascaod Mór [ən 'blaske:d 'mo:r] oder [ə blas'ke:d 'muər] in Kerry-Irisch).

## Geschichte
Nachdem ein Teil der Inseln über mehrere Jahrhunderte kontinuierlich bewohnt war, setzte in der ersten Hälfte des 20. Jahrhunderts ein Niedergang ein. Die Lebensbedingungen auf den Inseln wurden vom irischen Staat seit langem nicht mehr als menschenwürdig und zivilisationsgerecht betrachtet. Zudem führten rückläufige Fangquoten der Fischer und die Abwanderung der jüngeren Leute dazu, dass die letzten 22 Einwohner von Great Blasket Island 1953 auf das Festland evakuiert wurden. Weitere Inseln wurden bereits vorher leergezogen.
Die Lebensweise auf den Blasket Islands gilt bis heute als sehr archaisch, da sie größtenteils auf dem Tauschhandel beruhte und die Lebensbedingungen vergleichsweise einfach, wenn nicht primitiv waren. Diese Verhältnisse rückten die Inseln und ihre Bewohner seit dem späten 19. Jahrhundert immer wieder in das Blickfeld von Anthropologen, Soziologen und Sprachwissenschaftlern. Angeregt durch die dabei zustande gekommenen Kontakte verfassten einige Blasketbewohner authentische Beschreibungen ihres Lebens.
Da die entstandenen Werke größtenteils autobiographischer Natur sind, werden diese als Blasket Biographies zusammengefasst. Besonders bekannt dürfte Tomás Ó Criomhthains (Thomas O’Crohan, 1857–1937) Autobiographie An tOileánach (engl. The Islandman, dt. Die Boote fahren nicht mehr aus) sein, die von Annemarie und Heinrich Böll ins Deutsche übersetzt wurde.
Die Lektüre dieser Bücher beweist jedoch, dass die Einwohner der Blasket-Inseln längst nicht so strikt vom Rest der Welt abgeschnitten waren wie immer wieder behauptet wird. Sie besaßen enge kommerzielle und kulturelle Kontakte mit verschiedenen Orten der Dingle-Halbinsel und in späterer Zeit auch mit Besatzungen von Trawlern internationaler Herkunft. Insofern ist es auch eine Legende, dass die Bewohner Geld weder kannten noch besaßen. Zumindest die männliche Bevölkerung war regional mobil und daher in anderen Orten auf Geld angewiesen.
Es gibt ein Besucherzentrum und Museum.

## Die Inseln

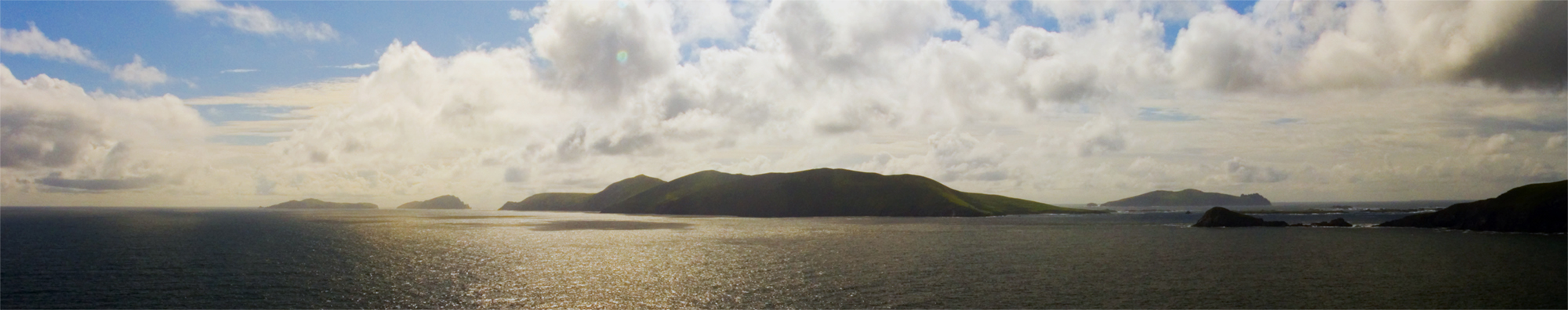

### Great Blasket
Great Blasket (irisch: An Bhlascaod Mhór) ist die Hauptinsel der Blaskets. Sie liegt etwa 2 km vom irischen „Festland“ entfernt und erstreckt sich rund 6 km in südwestlicher Richtung. Der höchste Punkt der baumlosen Insel ist „Croaghmore“ mit 292 m. Der von einem Felsriff geschützt gelegene Sandstrand am Ostende der Insel ist im Sommer jährlich wiederkehrend Gebärplatz für Seehunde. Über 200 Tiere liegen dichtgedrängt am Strand oder bewegen sich im warmen Wasser des Golfstromes.
Am breiten und flachen Ostende der Insel befinden sich auf der Anhöhe über dem Sandstrand die Reste der ursprünglichen Siedlung. Grundmauern einiger Häuser, Windschutzmauern die Wege entlang und Weiden abgrenzend zeugen vom früheren Leben. Eine Quelle versorgte die Siedlung mit Wasser. Nur drei Häuser sind noch erhalten. Zwischen 1841 und 1936 lebten 100 bis 150 Menschen auf der Insel. 1946 waren es noch 45, 1951 noch 27 und 1953 wurden die letzten 22 evakuiert. Ab dann war die Insel unbewohnt. In den 1980er Jahren waren die verlassenen Häuser von einer Gruppe Aussteiger aus Deutschland bewohnt, die dort vom Fischfang und der Kaninchenjagd lebten. Die einzige Verbindung zum Festland war ein kleines Schlauchboot. In dieser Zeit wurde auf der Insel wilde Schafzucht betrieben. Seit Anfang der 1990er Jahre war die Insel wieder unbewohnt. Im 2025 lebten auf der Insel etwa 400 wilde Inselschafe.
In den dei erhaltenen Häusern können Übernachtungen gebucht werden. Ein Wärterpaar wird von den privaten Eigentümern jährlich aus Hunderten Bewerbungen ausgewählt, um die Gäste von April bis September zu empfangen.

Blasket Islands
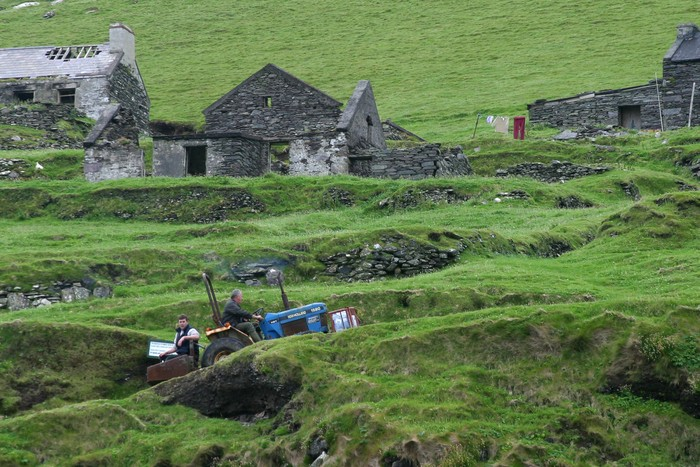
Great Blasket Island, verlassene Häuser
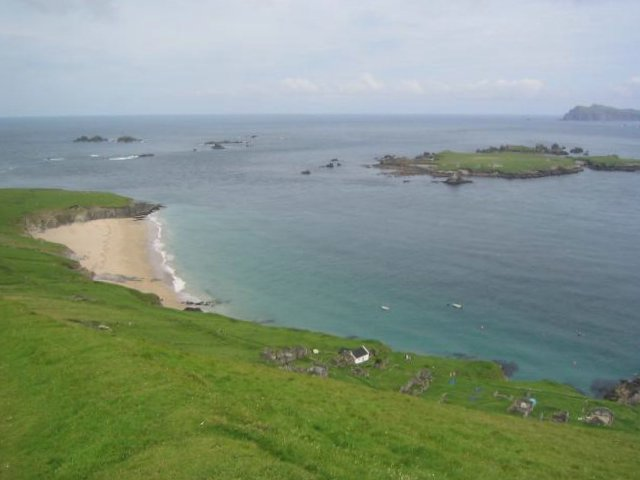
Beginish, Blick von Kerry (Great Blasket Island)
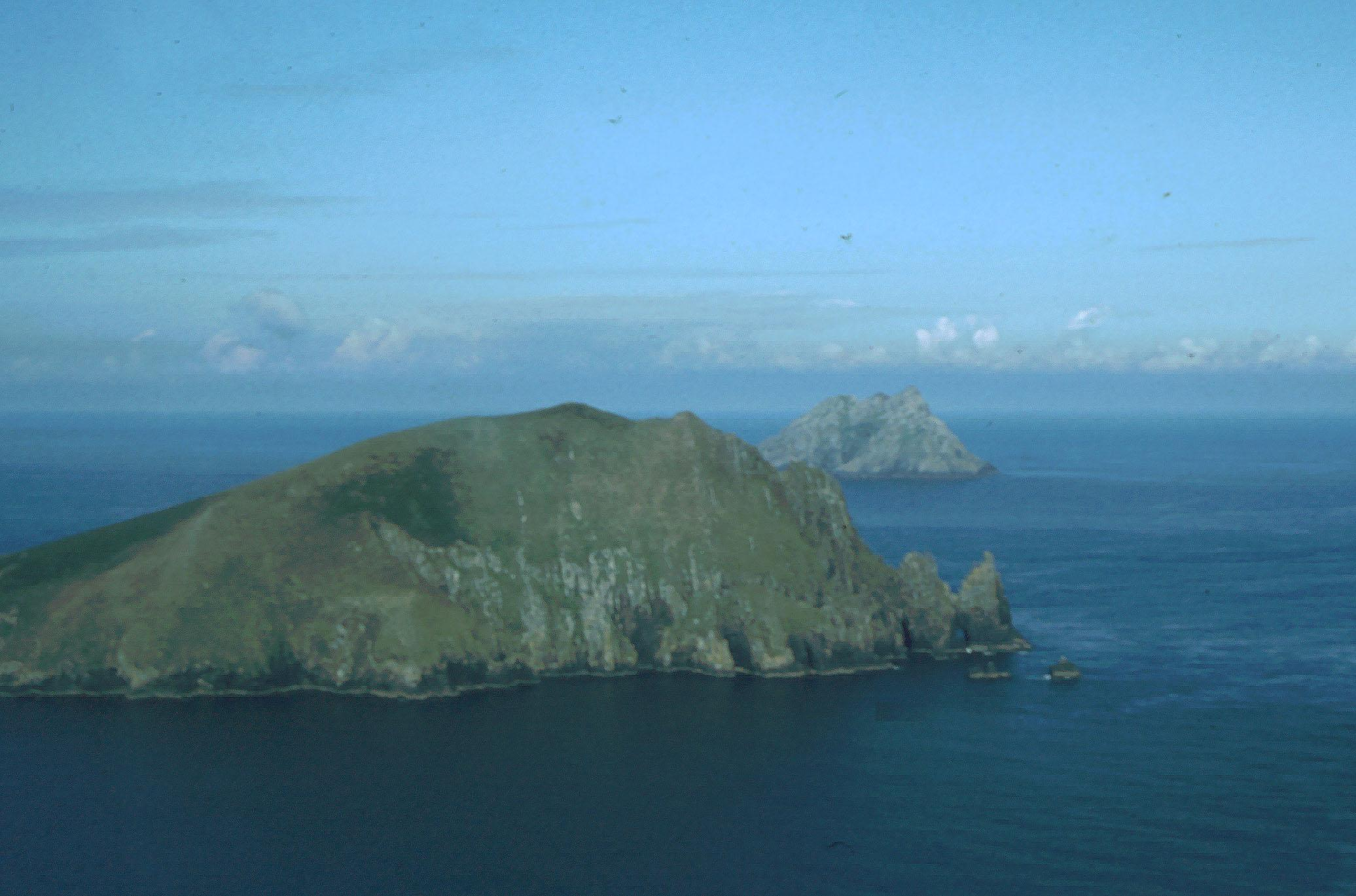
Inishnabro mit Tearaght Island im Hintergrund
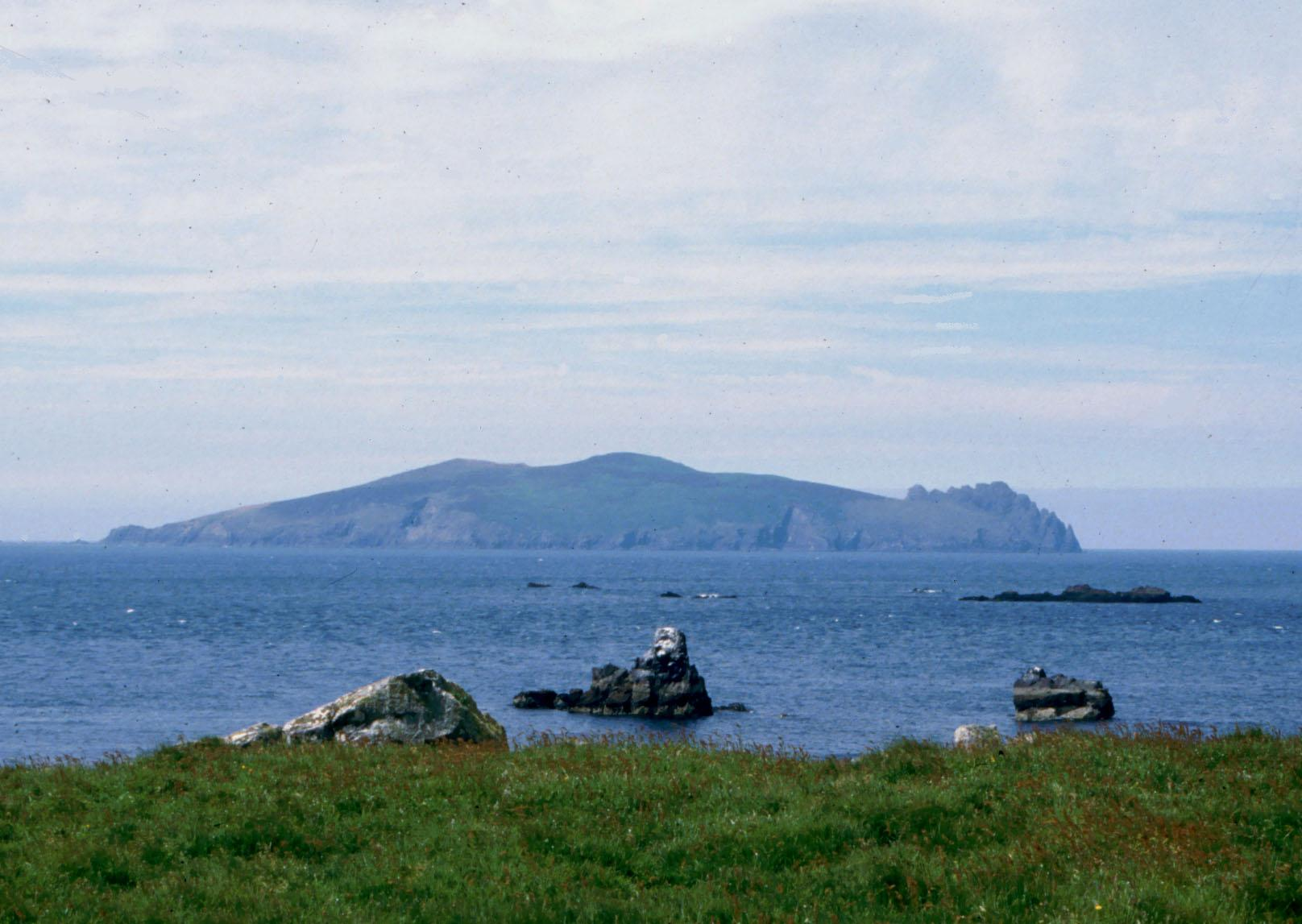
Inishtooskert (der „Tote Mann“), von Beginish aus gesehen
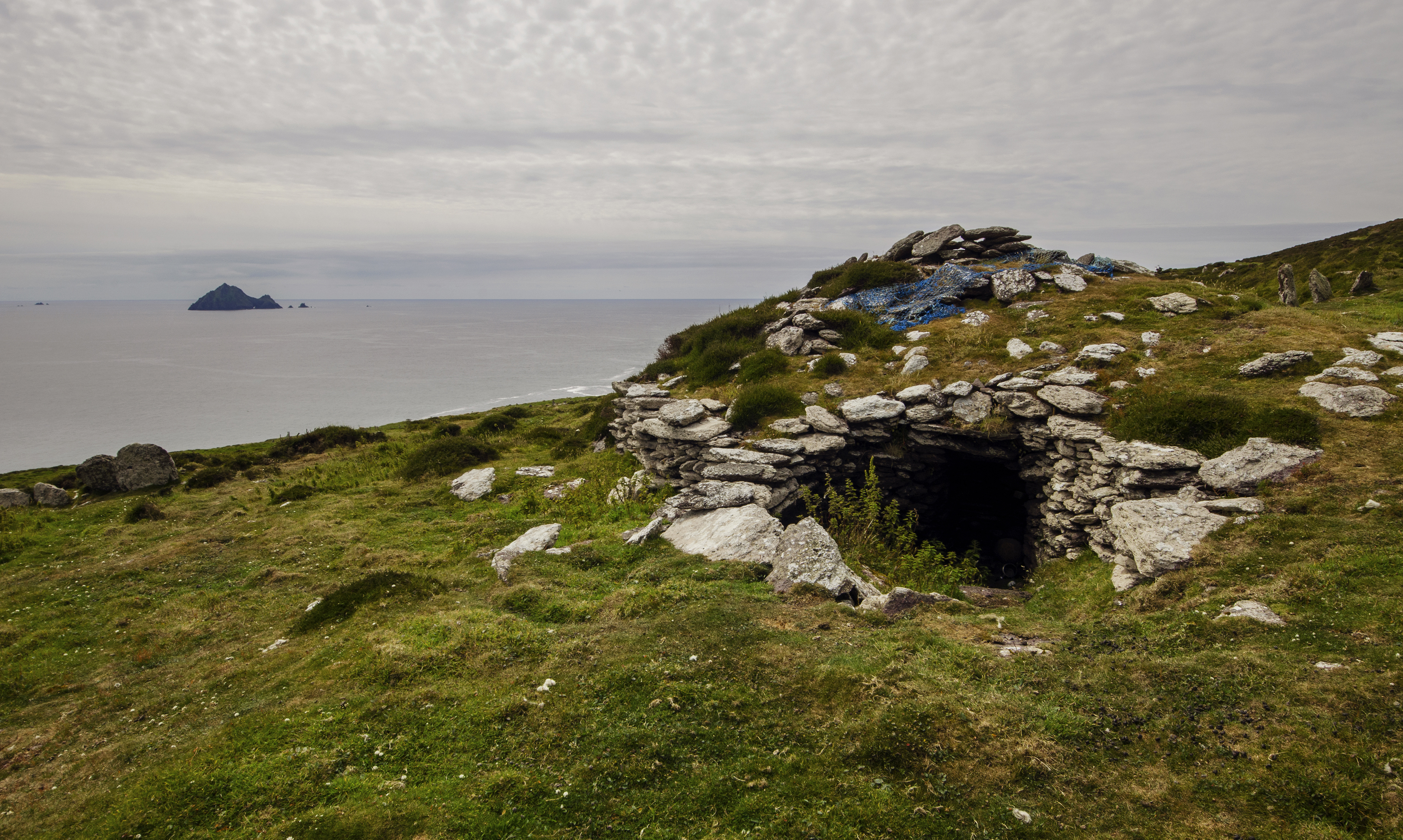
Reste einer Bienenkorbhütte auf Inishtooskert
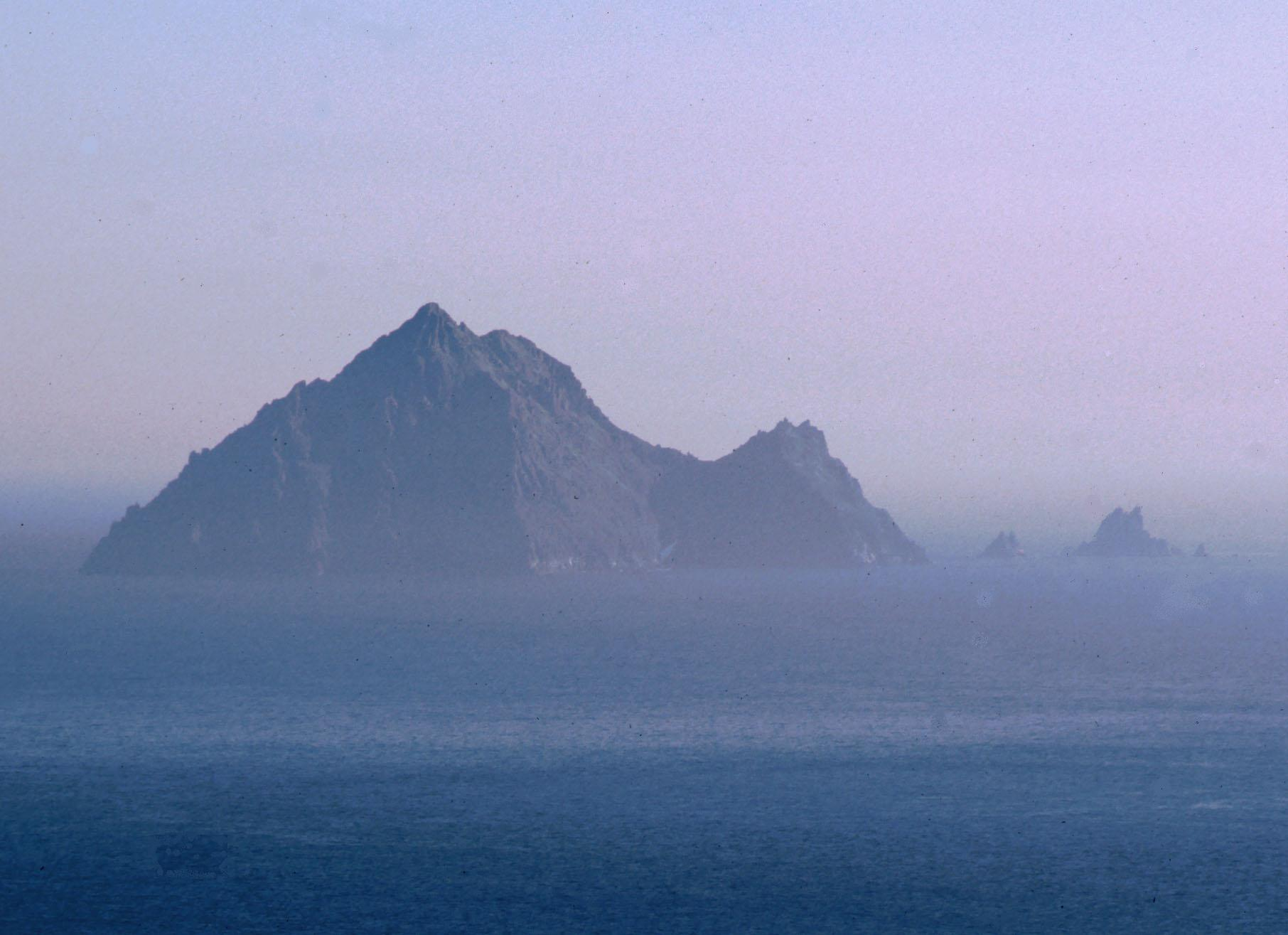
Tearaght, von Inishtooskert aus gesehen

### Beginish
Beginish (irisch: Beiginis) ist eine flache, nur 14 m hohe Insel zwischen Great Blasket und dem Festland. Es gibt dort große Kolonien von Küstenseeschwalben und Kegelrobben.

### Inishnabro
Inishnabro (irisch: Inis na Bró) ist durch eine etwa 200 m breite Meerenge von Inishvickillane getrennt und erhebt sich 175 m über den Meeresspiegel.

### Inishvickillane
Inishvickillane (irisch: Inis Mhic Uibhleáin) beherbergt mehrere Kolonien verschiedener Seevogelarten. Auf ihr finden sich auch zahlreiche Ruinen alter Steinhäuser.

### Inishtooskert

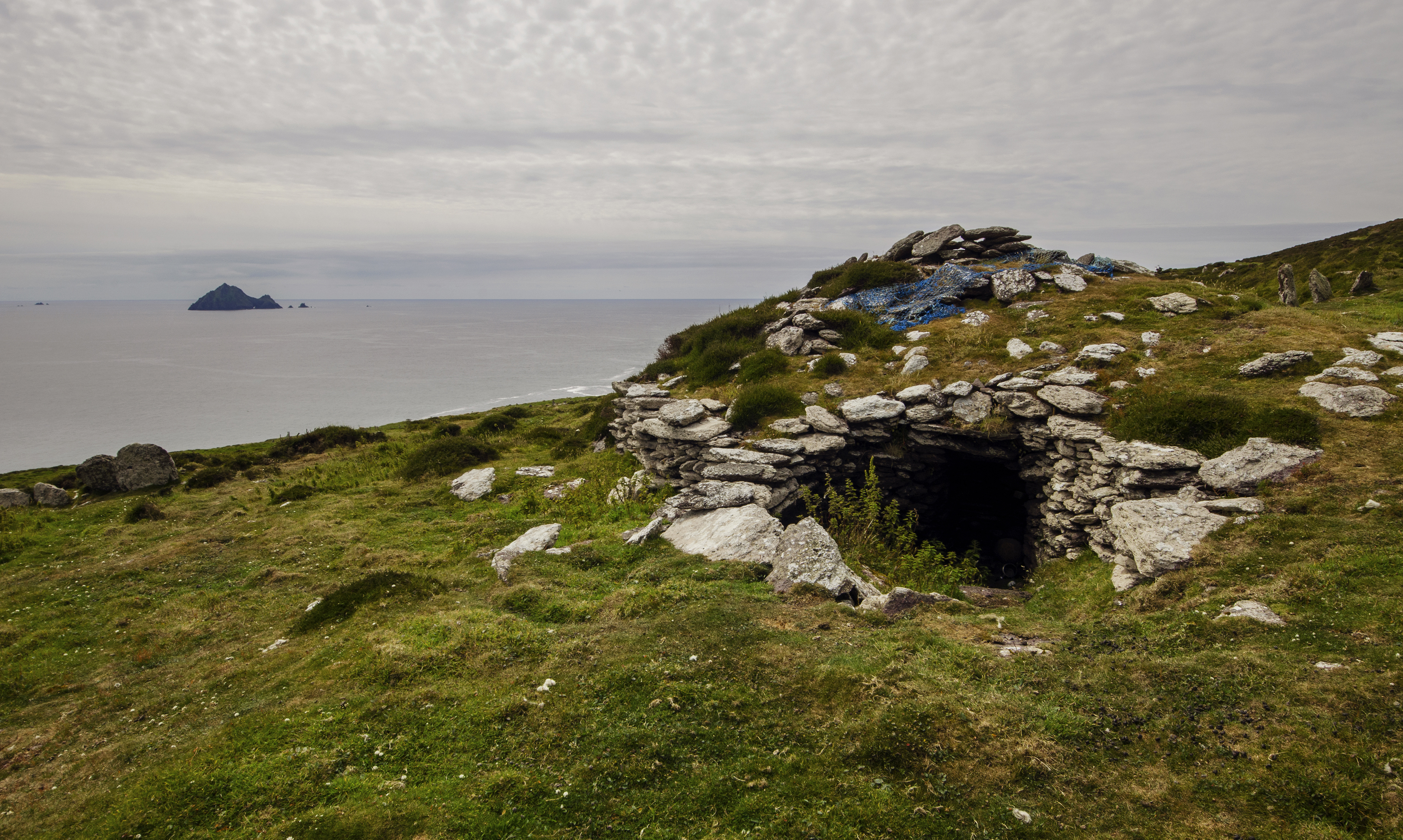
Clochán auf Inishtooskert

Inishtooskert (irisch: Inis Tuaisceart) ist die nördlichste der Blasket-Inseln. Aufgrund ihrer charakteristischen Silhouette ist sie auch unter dem Namen An fear Marbh (Toter Mann) bekannt. Auf der 172 m hohen Insel gibt es zahlreiche Kolonien von Seevögeln sowie Ruinen alter Steinbauten. Erwähnenswert ist vor allem eine Sturmschwalben-Kolonie. Mit mehr als 27.000 Brutpaaren (Stand 2000) ist sie die größte Kolonie ihrer Art in Irland und Großbritannien.

### Tearaght Island
Tearaght Island (irisch: An Tiaracht), auch The Tearaght oder Inishtearaght, ist mit 10°39,6' West die westlichste der Blasket-Inseln und zugleich der westlichste Punkt von Irland und von Europa. Die unbewohnte, steil abfallende Felsinsel erstreckt sich rund einen Kilometer in Ost-West-Richtung und 500 m in Nord-Süd-Richtung. Der höchste Punkt liegt auf dem östlichen Inselteil auf 200 m über dem Meeresspiegel. Wie auf den anderen Blasket-Inseln finden sich auch hier zahlreiche Seevögel. Bedeutend sind Kolonien von Atlantiksturmtauchern und Sturmschwalben. Wellenläufer sind ebenfalls zu beobachten, scheinen hier aber nicht zu brüten.

## Leuchtturm
Auf Tearaght Island wurde 1879 auf dem kleineren und westlichen Inselteil der Leuchtturm „Inishtearight“ errichtet. Er ist der westlichste Leuchtturm von Europa, mit einer Tragweite von 19 Seemeilen und einer Feuerhöhe von 84 Metern über Meeresspiegel. Die Turmhöhe beträgt 17 Meter. Über einen gemauerten Tunnel als Schutz vor Wind, Wetter und Gischt ist der Leuchtturm mit den östlich liegenden Gebäuden der Leuchtturmwärter verbunden. Er wurde 1988 automatisiert. Seither besuchen nur noch Wartungstechniker die Insel mit dem Helikopter.

## Verkehr

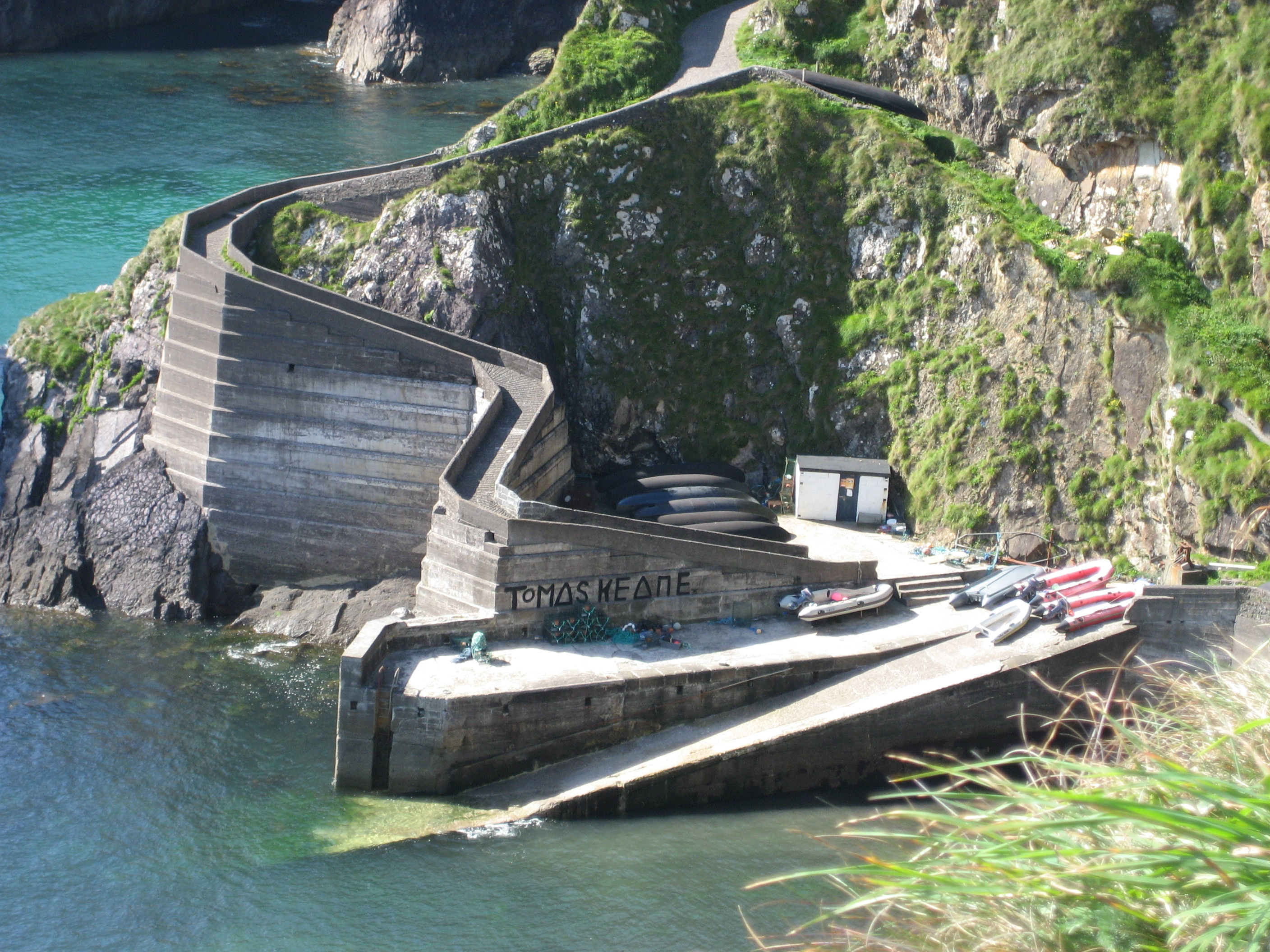
Pier auf dem Festland bei Dún Chaoin, für Schiffsverbindungen zu den Inseln

Great Blasket Island ist durch eine Fähre mit dem Festland verbunden. Sie startet vier Mal täglich von April bis September in Dún Chaoin an einer kleinen Pier, die über eine steile schmale kurvige Straße erreichbar ist. Die Überfahrt dauert circa 20 Minuten.
Zusätzlich besteht die Möglichkeit mit Booten, die von Dingle Harbour beim Birdwatching die Blasket-Gruppe umrunden, auf Nachfrage auf Great Blasket anzulegen. Dabei ist ein Umsteigen von den größeren Booten in ein Schlauchboot notwendig. Auf Great Blasket kann man Ferienhäuser buchen.
Auf den Inseln gibt es keinen Verkehr, nur hin und wieder benutzt ein Bauer einen Traktor.
Auf Tearaght Island gibt es einen Helikopter-Landeplatz.
Segelschiffe finden am Strand von Great Blasket Island bei ruhigem Wetter einen guten Ankerplatz.